# BET Awards de 2019
A 19.ª cerimônia do BET Awards ocorreu no Microsoft Theater, em Los Angeles, na Califórnia, em 23 de junho de 2019. A premiação celebrou os melhores artistas da música, televisão, cinema e esportes.
Em 29 de maio de 2019, foi anunciado que a atriz Regina Hall apresentaria a cerimônia. Em 13 de junho de 2019, foi anunciado que o Lifetime Achievement Award seria concedido à cantora Mary J. Blige; Tyler Perry recebeu o Ultimate Icon Award e Nipsey Hussle recebeu o prêmio póstumo Humanitarian Award.

## Apresentações
As apresentações foram anunciadas em 3 de junho de 2019 pela premiação.

## Performers
| Artists(s)                                                   | Canção(ões) |
| ------------------------------------------------------------ | --- |
| Cardi B & Offset                                             | "Clout/Press" |
| DaBaby                                                       | "Suge" |
| Fantasia                                                     | "Enough" |
| Lucky Daye                                                   | "Roll Some Mo" |
| Lizzo                                                        | "Truth Hurts" |
| Lil Nas X Billy Ray Cyrus                                    | "Old Town Road" |
| City Girls                                                   | "Act Up" |
| Lil Baby                                                     | "Close Friends" "Pure Cocaine" |
| H.E.R. YBN Cordae                                            | "Lord Is Coming" |
| Mustard Migos                                                | "Pure Water" |
| Mary J. Blige Lil' Kim Method Man                            | "My Life" No More Drama" I'm Goin' Down" Real Love" Reminisce" You Remind Me" Be Happy" Love No Limit" I Can Love You" I'll Be There for You/You're All I Need to Get By" Just Fine" |
| DJ Khaled Meek Mill Lil Baby Jeremih                         | "Weather the Storm" "You Stay" |
| Kiana Ledé                                                   | "Ex" |
| Kirk Franklin Jonathan McReynolds Erica Campbell Kelly Price | "Love Theory" |
| Marsha Ambrosius YG DJ Khaled John Legend                    | Tributo a Nipsey Hussle "Real Big" "Last Time That I'd Checc'd" "Higher" |

## Apresentadores
Os apresentadores foram anunciados em 3 de junho de 2019 pela premiação.
- Taraji P. Henson
- Morris Chestnut
- Lena Waithe
- Yara Shahidi
- Marsai Martin

## Indicados e vencedores
| Álbum do Ano | Vídeo do Ano |
| --- | --- |
| - Invasion of Privacy – Cardi B - Astroworld – Travis Scott - Championships – Meek Mill - Ella Mai – Ella Mai - Everything Is Love – The Carters                                                                                          | - Childish Gambino – "This Is America" - 21 Savage feat. J. Cole – "A Lot" - Cardi B – "Money" - Cardi B & Bruno Mars – "Please Me" - Drake – "Nice For What" - The Carters – "Apeshit"                                                        |
| Prêmio Coca-Cola Escolha da Audiência | Melhor Colaboração |
| - Ella Mai – "Trip" - Childish Gambino – "This Is America" - Drake – "In My Feelings" - Cardi B, Bad Bunny, & J Balvin – "I Like It" - J. Cole – "Middle Child" - Travis Scott feat. Drake – "Sicko Mode"                                 | - Travis Scott feat. Drake – "Sicko Mode" - 21 Savage feat. J. Cole – "A Lot" - Cardi B & Bruno Mars – "Please Me" - Cardi B, Bad Bunny, & J Balvin – "I Like It" - H.E.R. feat. Bryson Tiller – "Could've Been" - Tyga feat. Offset – "Taste" |
| Melhor Artista Feminina de R&B/Pop | Melhor Artista Masculino de R&B/Pop |
| - Beyoncé - Ella Mai - H.E.R. - Solange - SZA - Teyana Taylor | - Bruno Mars - Anderson .Paak - Childish Gambino - Chris Brown - John Legend - Khalid |
| Melhor Artista Feminina de Hip Hop | Melhor Artista Masculino de Hip Hop |
| - Cardi B - Nicki Minaj - Megan Thee Stallion - Lizzo - Remy Ma - Kash Doll | - Nipsey Hussle - 21 Savage - Drake - J. Cole - Meek Mill - Travis Scott |
| Melhor Grupo | Artista Revelação |
| - Migos - City Girls - Chloe x Halle - Lil Baby & Gunna - The Carters | - Lil Baby - Blueface - City Girls - Juice Wrld - Queen Naija |
| Prêmio Dr. Bobby Jones Best Gospel/Inspirational Award | Prêmio BET Her Award |
| - Snoop Dogg feat. Rance Allen – "Blessing Me Again" - Erica Campbell feat. Warryn Campbell – "All of My Life" - Fred Hammond – "Tell Me Where It Hurts" - Kirk Franklin – "Love Theory" - Tori Kelly feat. Kirk Franklin – "Never Alone" | - H.E.R. – "Hard Place" - Alicia Keys – "Raise a Man" - Ciara – "Level Up" - Janelle Monáe – "Pynk" - Queen Naija – "Mama's Hand" - Teyana Taylor – "Rose In Harlem"                                                                           |
| Melhor Diretor do Ano | Melhor Filme |
| - Karena Evans - Benny Boom - Colin Tilley - Dave Meyers - Hype Williams | - BlacKkKlansman - Creed II - If Beale Street Could Talk - Spider-Man: Into the Spider-Verse - The Hate U Give |
| Melhor Atriz | Melhor Ator |
| - Regina King - Issa Rae - Regina Hall - Taraji P. Henson - Tiffany Haddish - Viola Davis | - Michael B. Jordan - Anthony Anderson - Chadwick Boseman - Denzel Washington - Mahershala Ali - Omari Hardwick |
| Prêmio YoungStars | Esportista Feminina do Ano |
| - Marsai Martin - Caleb McLaughlin - Lyric Ross - Michael Rainey Jr. - Miles Brown | - Serena Williams - Allyson Felix - Candace Parker - Naomi Osaka - Simone Biles |
| Esportista Masculino do Ano | Melhor Artista Internacional |
| - Stephen Curry - Kevin Durant - LeBron James - Odell Beckham Jr. - Tiger Woods | - Burna Boy ( Nigéria) - Aya Nakamura ( França) - AKA ( África do Sul) - Dave ( Reino Unido) - Dosseh ( França) - Giggs ( Reino Unido) - Mr Eazi ( Nigéria)                                                                                    |
| Melhor Artista Revelação Internacional | |
| - Sho Madjozi ( África do Sul) - Headie One ( Reino Unido) - Jok'Air ( França) - Nesly ( França) - Octavian ( Reino Unido) - Teniola Apata ( Nigéria)                                                                                     | |